# Duque de Suffolk
Duque de Suffolk é um título que foi criado por três vezes na história britânica, todas as três vezes no Pariato da Inglaterra.
A terceira criação do ducado de Suffolk foi de Henry Grey, 3.º Marquês de Dorset, em 1551. O Duque também usou o título de Barão de Ferrers Groby (1300). Estes títulos perderam-se quando foram confiscados os bens do duque em 1554

## Duques de Suffolk, primeira criação (1448)
- Guilherme de la Pole, 1.º Duque de Suffolk (1396-1450) (perdida em 1450)[2]
- João de la Pole, 2.º Duque de Suffolk (1442-1492) (restaurado em 1463)
- Edmundo de la Pole, 3.º Duque de Suffolk (1472-1513) (ducado rendido em 1493; condado perdido em 1504)

## Duques de Suffolk, segunda criação (1514)
- Carlos Brandon, 1.º Duque de Suffolk (1484-1545)[3]
- Henrique Brandon, 2.º Duque de Suffolk (1535-1551)
- Carlos Brandon, 3.º Duque de Suffolk (1537-1551)

## Duques de Suffolk, terceira Criação (1551)
- Henrique Grey, 1.º Duque de Suffolk (1517-1554) (perdido em 1554)[1]